# Gräsö Runt
Gräsö Runt är en rodd- och seglingstävling som har genomförts i början av juli varje år sedan 1987, under 2000-talet vanligtvis med dryga tiotalet deltagande farkoster. Tävlingen arrangeras av Gräsö Skötbåtsförening och är avsedd att hedra de strömmingsfiskare som i äldre tider var verksamma omkring Gräsö. Tävlingen är öppen för en- och tvåmastade skötbåtar och andra allmogebåtar, med reservationen att endast åror och segel får nyttjas för farkosternas framdrivning.

## Sträckning
Regattan löper över två dagar och omfattar fyra etapper, och sträcker sig sammanlagt 36 nautiska mil runt Gräsö. När den andra etappen är avslutad har båtarna tillryggalagt drygt hälften av sträckan, och de tävlande övernattar på ön Norr-Gället, strax öster om Gräsö. Totaltiden för själva rodden och seglingen brukar vara ungefär 6 till 7 timmar.

## Deltagare
Varje rote (deltagande lag) ska bestå av 1–5 personer. Både kvinnor och män får ställa upp i tävlingen, och mixade lag är tillåtna. Besättningar på större fartyg som exempelvis vikingaskepp och tiohuggare kan få dispens vad gäller det maximala antalet besättningsmedlemmar. Enligt tävlingsreglerna är det önskvärt att samtliga medlemmar av roten så gott möjligt är klädda i sekelskifteskläder, gärna likt gamla tiders roddare.